# NGC 1602
NGC 1602 (другие обозначения — ESO 157-32, AM 0426-550, IRAS04267-5510, PGC 15168) — галактика в созвездии Золотая Рыба.
Этот объект входит в число перечисленных в оригинальной редакции «Нового общего каталога».
Галактика NGC 1602 входит в состав группы галактик Dorado.
Является компаньоном галактики NGC 1596. Ионизированный газ, присутствующий в NGC 1596, перетёк в эту галактику из NGC 1602.